# SS-Begleitkommando des Führers
A SS-Begleitkommando des Führers foi uma divisão de segurança da Schutzstaffel, que continha soldados cujo papel era proteger a vida de Adolf Hitler durante o regime nazista na Alemanha. Foi formada em 29 de Fevereiro de 1932, com a união de Franz Schädle, Bruno Gesche, Erich Kempka, August Körber, Adolf Dirr, Kurt Gildisch, Willy Herzberger, e Bodo Gelzenleuchter. Todos foram previamente aprovados por Hitler. Foi trocada pela Reichssicherheitsdienst em 1934.